# Bankhaus Adolph Meyer

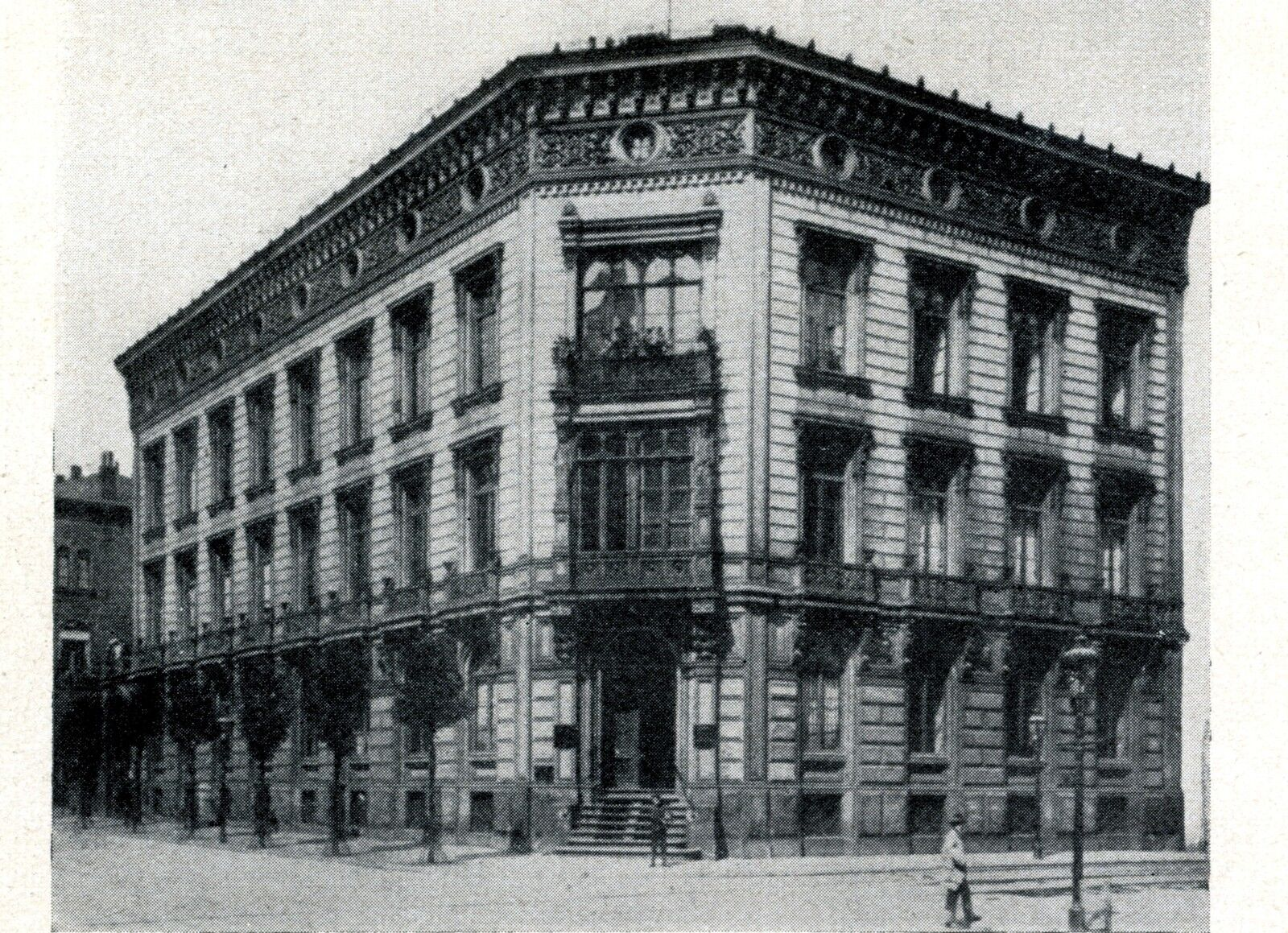
Meyers Bankgebäude Schillerstraße 32 Ecke Andreaestraße, um 1920

Das Bankhaus Adolph Meyer war eine Privatbank in Hannover. Sie spielte insbesondere seit der Zeit des Königreichs Hannover eine herausragende Rolle bei der Industrialisierung Niedersachsens, vor allem in der Baumwoll- und in der Montanindustrie. Die ehemals älteste Privatbank in Hannover, zuletzt mit Sitz in der Schillerstraße Ecke Rosenstraße in Hannovers Stadtteil Mitte, fand während der Zeit des Nationalsozialismus im Zuge der „Arisierung“ mit Gauwirtschaftsberater Julius Maier und seiner Bank Julius Maier & Co. ihr Ende.

## Geschichte

### Seit dem Mittelalter
Das Bankhaus reichte in seinem Ursprung bis in das Mittelalter zurück und ging im 17. Jahrhundert in die Hände der Familie David über. 1792 übernahm Simon Meyer, seinerzeit Prokurist des damaligen Bankhauses Meyer Michael David, das Unternehmen, um es schließlich seinem Sohn Adolph Meyer zu überlassen. Das Bankhaus, damals gelegen in einem alten Patrizierhaus in der Langestraße (Calenberger Neustadt), firmierte Adolph Meyer bald mit seinem eigenen Namen um in Bankhaus Adolph Meyer.
Als die Räumlichkeiten in der Calenberger Neustadt zu eng für die aufblühenden Geschäfte wurden, ließ Adolph Meyer nach eigenen Architekturplänen von 1845 bis 1850 ein neues Bankgebäude errichten. Es entstand außerhalb der ehemaligen Stadtbefestigung Hannovers auf freiem Feld in der etwa zeitgleich entstehenden Ernst-August-Stadt vor dem (Haupt-)Bahnhof in der Schillerstraße. Es war eines der ersten Gebäude überhaupt in der Straße. Der für die damalige Zeit sehenswerte Neubau lockte viele Schaulustige an.
In den 1850er/60er Jahren hatte das Bankhaus unter Adolph Meyer und insbesondere nach dem Beitritt des Königreichs Hannover zum Deutschen Zollverein maßgeblichen Anteil an zahlreichen Unternehmensgründungen. Bis hin in die Montanindustrie wurden die Firmengründungen zum Teil sogar durch Meyer selbst (siehe dort) initiiert, wie die Zeitschrift des Gewerbevereins für das Königreich Hannover in ihrer Neujahrsausgabe 1862 festhielt. Etwa zur gleichen Zeit arbeitete von 1857 bis 1866 der spätere Bankier und Politiker August Basse bei Adolph Meyer als Buchhalter.
Nach dem Tode Meyers wurde die Bank fortgeführt durch dessen Söhne Emil Meyer und insbesondere durch den preußischen Kommerzienrat Sigmund Meyer (siehe dort), der sich vor allem als einer der ersten Förderer der noch jungen Kalisalzindustrie in der Provinz Hannover hervortat. Noch zu seinen Lebzeiten trat sein Sohn Heinrich Meyer als Mitinhaber in das Unternehmen ein sowie der Prokurist Ludwig Silberberg.

### Banken-„Arisierungen“ in Hannover
Nach der Machtergreifung durch die Nationalsozialisten widerfuhr der ältesten Privatbank Hannover ähnliches wie den drei anderen in jüdischem Besitz befindlichen Privatbanken: Im Zuge der „Arisierungen“
1. übernahm im November 1936 der Gauwirtschaftsberater Julius Maier „den Kundenstamm und die »nichtjüdischen« Angestellten des 1854 eröffneten Bankhauses A. Spiegelberg“ – und verlegte die Geschäftsräume seiner Bankfirma Maier in die repräsentativeren Räume von Spiegelberg im Stadtzentrum;
2. übernahm das Bankhaus Hallbaum & Co. im Mai 1937 „sämtliche Geschäftsverbindungen und Immobilien von Wilhelm Lilienfeld & Co“;
3. wickelte die Lister Bank Lücke & Co. KG zwei Monate später das Bankhaus D. Peretz ab – „und verlegte ihren Firmensitz in dessen ehemalige Geschäftsräume“;
4. tat sich 1938, 1½ Jahre nach seiner ersten „Arisierung“, wiederum Gauwirtschaftsberater Julius Maier hervor und übernahm das laufende Geschäft des in Liquidation befindlichen Bankhauses Adolph Meyer.[2]